# Cara Sucia
Cara Sucia è un sito archeologico in mesoamerica situato nel Salvador. Il sito venne occupato per la prima volta nel periodo preclassico, e venne abbandonato intorno al 900, quando la gente Pipil arrivò nella regione. Durante il Preclassico iniziale (1200 - 500 a.C.), il sito era occupato da gente che parlava una specie di lingua proto-maya, e durante il periodo Tardo Preclassico ci furono contatti con Chalchuapa e Kaminaljuyu.
Il sito non è stato restaurato. Vi sono alcuni tumuli coperti di erbe. Vi sono somiglianze stilistiche con le ceramiche e la scultura di Cotzumalhuapa. Cara Sucia è il sito più a sud associato a questi stili. 

## Storia
Cara Sucia ha avuto due fasi principali di occupazione, la prima delle quali andò dal Medio Preclassico al Tardo Preclassico, dal 650 al 950. Le strutture principali del sito sono datate alla seconda fase dell'occupazione, durante il tardo classico. I monumenti trovati sono templi, case rettangolari, due campi da gioco, e una grande piattaforma sulla quale poggiano altre piccole strutture. Cara Sucia era un sito importante nella manifattura di figure e fischietti in ceramica.
Lo storico del XIX secolo Santiago Ignacio Barbarena fece un rapporto riguardante il sito scoprendo diversi manufatti, tra cui una scultura in pietra di una testa di giaguaro. Cara Sucia è stato danneggiato da razziatori sin dal 1980, quando iniziò il programma di riforma del terreno, con oltre 5000 trincee scavate. Le razzie si ridussero di molto con l'avvento del controllo sui manufatti importati negli Stati Uniti nel 1987. Nel 1992 Cara Sucia venne inserito tra i patrimoni UNESCO, assieme al parco nazionale di El Imposible.